# Ancistrus spinosus
Ancistrus spinosus е вид лъчеперка от семейство Loricariidae. Видът е незастрашен от изчезване.

## Разпространение
Разпространен е в Панама.

## Описание
На дължина достигат до 17,6 cm.
Популацията на вида е стабилна.